# Hermann Maier
Pour les articles homonymes, voir Maier.
Hermann Maier, né le 7 décembre 1972 à Altenmarkt im Pongau, est un skieur alpin autrichien. Il remporte au cours de sa carrière deux titres olympiques, quatre classement général de Coupe du monde et trois titres de champion du monde. Il s'illustre notamment dans les disciplines du super G, descente, slalom géant et combiné. Au cours de sa carrière, il a notamment remporté deux titres olympiques en super G et slalom géant lors des Jeux olympiques de 1998 à Nagano (ainsi que deux autres médailles olympiques en 2006), il fut également à trois reprises champion du monde (en descente et super G en 1999 et en slalom géant en 2005), enfin il a conquis quatre gros globes de cristal en coupe du monde (1998, 2000, 2001 et 2004) ainsi que dix autres petits globes de cristal (cinq en super G, trois en géant et deux en descente) et est le troisième skieur le plus victorieux en coupe du monde avec 54 victoires derrière le Suédois Ingemar Stenmark qui a remporté 86 victoires et l'Autrichien Marcel Hirscher auteur de 67 succès. Ses 24 victoires en Super G restent à ce jour le record masculin en Coupe du monde. Il aussi été le premier skieur à atteindre la barre des 2000 points au classement général en 1999-2000 ce qui est resté le plus haut total atteint chez les hommes, jusqu'au 18 mars 2023, date à laquelle ce record est battu par le skieur suisse Marco Odermatt. 

## Biographie
Il fait ses débuts officieux en coupe du monde en 1996 sur la piste de son village à Flachau où il fait office d'ouvreur. Auteur d'un bon temps non communiqué, il est ensuite sélectionné pour le slalom géant d'Hinterstoder où il marque ses premiers points en terminant 26e. Vainqueur cette saison de la Coupe d'Europe, il est ensuite qualifié dans l'équipe nationale ce qui lui vaut de courir la Coupe du monde 1996/1997. Victime d'une chute à Chamonix lors de sa première descente Coupe du monde, il se brise une main ce qui l'empêche de courir les Mondiaux de Sestrières. Mais en février, de retour de blessure lors d'un Super-G, sa discipline de prédilection, à Garmisch-Partenkirchen, il termine à la 2e place avant de triompher dans la seconde épreuve disputée le même week-end dans la station bavaroise.
Il domine la saison suivante, triomphant parfois avec des avances impressionnantes en descente, Super-G ou slalom géant, ce qui lui valut d'être bientôt surnommé « Herminator » par ses pairs.
Lors de ses premiers Jeux olympiques, à Nagano, il est victime d'une chute spectaculaire lors de la descente, remportée par le Français Jean-Luc Crétier. Il n'est que légèrement blessé et remporte quelques jours plus tard deux médailles d'or, une en Super-G et une en slalom géant.
Il accumule les victoires dans les années suivantes, établissant un record de 2000 points marqués lors de sa victoire en Coupe du monde en mars 2000. Il remporte treize courses lors de la saison 2000-2001, égalant ainsi à l'occasion Ingemar Stenmark.
Le 24 août 2001, Maier est victime d'un accident de moto qui manque de lui coûter une jambe et le prive des Jeux olympiques de Salt Lake City. Après des mois d'absence, l'Herminator revient finalement à la compétition en janvier 2003 et participe aux championnats du monde à St. Moritz en Suisse où il remporte une médaille d'argent en Super-G. En 2004, il gagne sa quatrième Coupe du monde. Il remporte un an plus tard, en 2005, son premier titre mondial en slalom géant lors des Championnats du monde de Bormio en Italie.
Lors des Jeux olympiques de Turin, il termine 2e en Super-G derrière le Norvégien Kjetil-André Aamodt et 3e du slalom géant gagné par son compatriote Benjamin Raich. Lors de cette saison, il remportera au moins une épreuve en descente, super G et slalom géant.
Lors de la saison 2007, il ne gagne pas une seule épreuve et ne termine que 3e dans le Super-G d'Hinterstoder gagné par l'Américain Bode Miller. Il doit observer une période de repos forcé pour soigner un orteil gelé après deux descentes à Garmisch-Partenkirchen où il termine très loin des premiers.
En novembre 2008, il remporte sa dernière victoire en Super-G à Lake Louise.
Le mardi 13 octobre 2009, à 36 ans, il annonce la fin de sa carrière.
Il rejoint en 2014 l'encadrement de l'équipe d'Autriche de football en tant que préparateur mental.

## Palmarès

### Jeux olympiques
| Épreuve / Édition | Descente | Super G | Slalom géant |
| ----------------- | -------- | ------- | ------------ |
| JO 1998 Nagano    | Abandon  | Or      | Or           |
| JO 2006 Turin     | 6e       | Argent  | Bronze       |

### Championnats du monde
| Épreuve / Édition          | Descente | Super G | Slalom géant |
| -------------------------- | -------- | ------- | ------------ |
| Mondiaux 1999 Vail         | Or       | Or      | Abandon      |
| Mondiaux 2001 Sankt Anton  | Argent   | Bronze  | 4e           |
| Mondiaux 2003 Saint-Moritz | 8e       | Argent  | -            |
| Mondiaux 2005 Bormio       | 17e      | 4e      | Or           |
| Mondiaux 2007 Åre          | 13e      | 7e      | 21e          |
| Mondiaux 2009 Val d'Isère  | 6e       | 18e     | -            |

### Coupe du monde
- Vainqueur du classement général en 1998, 2000, 2001 et 2004.
  - Vainqueur du classement de descente en 2000 et 2001.
  - Vainqueur du classement du super G en 1998, 1999, 2000, 2001 et 2004.
  - Vainqueur du classement de slalom géant en 1998, 2000 et 2001.
- 54 succès en course (24 en super G, 15 en descente, 14 en géant, 1 en combiné).
- 96 podiums (record en super G avec 38 podiums).

| Saison/Classement | Général | Général | Descente | Descente | Super G | Super G | Géant  | Géant  | Slalom | Slalom | Combiné | Combiné |
| Saison/Classement | Class.  | Points  | Class.   | Points   | Class.  | Points  | Class. | Points | Class. | Points | Class.  | Points  |
| ----------------- | ------- | ------- | -------- | -------- | ------- | ------- | ------ | ------ | ------ | ------ | ------- | ------- |
| 1995-1996         | 106e    | 29      | -        | -        | 34e     | 24      | 52e    | 5      | -      | -      | -       | -       |
| 1996-1997         | 21e     | 379     | -        | -        | 4e      | 230     | 15e    | 149    | -      | -      | -       | -       |
| 1997-1998         | 1er     | 1 685   | 2e       | 479      | 1er     | 400     | 1er    | 620    | 39e    | 26     | 2e      | 100     |
| 1998-1999         | 3e      | 1 307   | 6e       | 360      | 1er     | 516     | 3e     | 371    | -      | -      | 6e      | 60      |
| 1999-2000         | 1er     | 2 000   | 1er      | 800      | 1er     | 540     | 1er    | 520    | -      | -      | 2e      | 140     |
| 2000-2001         | 1er     | 1 618   | 1er      | 576      | 1er     | 420     | 1er    | 622    | -      | -      | -       | -       |
| 2002-2003         | 45e     | 185     | 25e      | 85       | 19e     | 100     | -      | -      | -      | -      | -       | -       |
| 2003-2004         | 1er     | 1 265   | 3e       | 537      | 1er     | 580     | 17e    | 110    | -      | -      | 10e     | 38      |
| 2004-2005         | 3e      | 1 295   | 3e       | 451      | 2e      | 453     | 4e     | 362    | -      | -      | 9e      | 29      |
| 2005-2006         | 6e      | 818     | 7e       | 305      | 2e      | 282     | 8e     | 223    | -      | -      | 42e     | 8       |
| 2006-2007         | 19e     | 452     | 18e      | 189      | 6e      | 177     | 16e    | 86     | -      | -      | -       | -       |
| 2007-2008         | 21e     | 411     | 16e      | 168      | 10e     | 192     | 30e    | 51     | -      | -      | -       | -       |
| 2008-2009         | 26e     | 343     | 21e      | 112      | 4e      | 231     | -      | -      | -      | -      | -       | -       |

| Saison / Épreuve | Descente                                 | Super-G                                        | Géant                                        | Combiné   | Total |
| ---------------- | ---------------------------------------- | ---------------------------------------------- | -------------------------------------------- | --------- | ----- |
| 1996-1997        |                                          | Garmisch-Partenkirchen                         |                                              |           | 1     |
| 1997-1998        | Bormio Wengen                            | Beaver Creek Schladming Garmisch-Partenkirchen | Park City Saalbach Adelboden                 | Veysonnaz | 10    |
| 1998-1999        | Bormio                                   | Val d'Isère Innsbruck Schladming Kvitfjell     | Sölden Adelboden                             |           | 7     |
| 1999-2000        | Vail Chamonix Garmisch-Partenkirchen     | Vail Lake Louise Kitzbühel Bormio              | Tignes Vail Todtnau                          |           | 10    |
| 2000-2001        | Vail Val d'Isère Kitzbühel Kvitfjell Åre | Lake Louise Kitzbühel Kvitfjell                | Sölden Val d'Isère Adelboden Shiga Kogen Åre |           | 13    |
| 2002-2003        |                                          | Kitzbühel                                      |                                              |           | 1     |
| 2003-2004        | Beaver Creek Sankt Anton                 | Lake Louise Garmisch-Partenkirchen Sestrières  |                                              |           | 5     |
| 2004-2005        | Kvitfjell                                | Kitzbühel Kvitfjell                            |                                              |           | 3     |
| 2005-2006        | Garmisch-Partenkirchen                   | Kitzbühel                                      | Sölden                                       |           | 3     |
| 2008-2009        |                                          | Lake Louise                                    |                                              |           | 1     |
| Total            | 15                                       | 24                                             | 14                                           | 1         | 54    |